# Karl Adolph Gjellerup
Karl Adolph Gjellerup (Roholte, 2 de junho de 1857 — Dresden, 13 de outubro de 1919) foi um poeta e romancista dinamarquês que, junto com seu compatriota Henrik Pontoppidan, ganhou o Prêmio Nobel de Literatura em 1917. Ele está associado ao período da Revolução Moderna da literatura escandinava. Ele ocasionalmente usava o pseudônimo Epigonos.

## Biografia

### Juventude e estreia
Gjellerup era filho de um vigário na Zelândia que morreu quando seu filho tinha três anos. Karl Gjellerup foi criado então pelo tio de Johannes Fibiger, ele cresceu em uma atmosfera idealista romântica e nacional. Na década de 1870, ele rompeu com sua formação e no início tornou-se um defensor entusiasta do movimento naturalista e de Georg Brandes, escrevendo romances audaciosos sobre o amor livre e o ateísmo. Fortemente influenciado por sua origem, gradualmente deixou a linha de Brandes e em 1885 rompeu totalmente com os naturalistas, tornando-se um novo romântico. Um traço central foi sua atração pela cultura alemã (sua esposa era alemã) e em 1892 ele finalmente se estabeleceu na Alemanha, o que o tornou impopular na Dinamarca, tanto na ala direita quanto na esquerda. Com o passar dos anos, ele se identificou totalmente com o Império Alemão, incluindo seus objetivos de guerra de 1914 a 1918.
Entre as primeiras obras de Gjellerup deve ser mencionado seu romance mais importante Germanernes Lærling (1882, ou seja, O Aprendiz dos Alemães), um conto parcialmente autobiográfico do desenvolvimento de um jovem de teólogo conformista a ateu e intelectual pró-alemão, e Minna (1889), superficialmente, uma história de amor, mas mais como um estudo de psicologia feminina. Alguns dramas wagnerianos mostram seus crescentes interesses românticos. Uma obra importante é o romance Møllen (1896, ou seja, The Mill), um melodrama sinistro de amor e ciúme.

### Anos posteriores
Em seus últimos anos, ele foi claramente influenciado pelo budismo e pela cultura oriental. Seu trabalho aclamado pela crítica Der Pilger Kamanita / Pilgrimen Kamanita (1906, ou seja, The Pilgrim Kamanita) foi chamado de "um dos romances mais estranhos escritos em dinamarquês". Ele apresenta a jornada de Kamanita, filho de um comerciante indiano, da prosperidade terrena e romance carnal, através dos altos e baixos do caminho do mundo, um encontro casual com um monge estranho (que, sem o conhecimento de Kamanita, era na verdade Gautama Buda), a morte, e reencarnação em direção ao nirvana. Na Tailândia, que é um país budista, a tradução para o tailandês de The Pilgrim Kamanita co-traduzido por Phraya Anuman Rajadhon era usado anteriormente como parte dos livros escolares.
Den fuldendtes hustru (1907, ou seja, A esposa do perfeito) é um drama versificado, inspirado por Dante pela Divina Comédia, sobre a vida terrena de Buda como Siddharta, sendo inibida em seus esforços espirituais por sua esposa, Yasodhara. O romance gigante Verdensvandrerne (1910, ou seja, The world roamers) toma seu ponto de partida contemporâneo em uma acadêmica alemã em uma viagem de estudos na Índia, mas evolui em níveis cronológicos, em que os personagens revivem o que aconteceu em eras anteriores, apresentando almas vagando de uma encarnação para outra.
Rudolph Stens Landpraksis (1913, ou seja, a prática rural do [médico] Rudolph Sten) se passa na Zelândia rural da juventude de Gjellerup. O protagonista desenvolve-se a partir de uma visão liberal e superficial da vida, passando pelos conflitos românticos juvenis, passando por anos de reflexão e devoção ascética ao dever até um ponto de vista mais maduro, apontando para o próprio curso de vida do autor.
Das heiligste Tier (1919, ou seja, o animal mais sagrado) foi o último trabalho de Gjellerup. Tendo elementos de autoparódia, é considerada sua única tentativa de humor. É uma sátira mitológica peculiar em que os animais chegam ao seu próprio Elysium (também chamado de: Campos Elíseos mitologia grega) após a morte. Isso inclui a cobra que matou Cleópatra; o cachorro de Odisseu, Argos; Wisvamitra (a vaca sagrada da Índia); o burro de Jesus e os cavalos de vários comandantes históricos em campo. A assembleia selecionou, após discussão, o cavalo de Buda Kantaka como o mais sagrado dos animais, seguiu seu mestre até o nirvana.

## Consequências
Na Dinamarca, o prêmio Nobel de Gjellerup foi recebido com pouco entusiasmo. Ele há muito era considerado um escritor alemão. Durante vários estágios de sua carreira, ele se tornou impopular tanto com a esquerda naturalista que cercava Georg Brandes quanto com a direita conservadora. Sua nomeação para o prêmio Nobel foi, no entanto, apoiada pelo lado dinamarquês por várias vezes. Como a Suécia foi neutra durante a Primeira Guerra Mundial, o prêmio dividido não despertou especulações políticas sobre uma decisão parcial, mas mostrou, por outro lado, lealdade entre os vizinhos nórdicos.
Hoje, Gjellerup está quase esquecido na Dinamarca. Apesar disso, porém, os historiadores literários normalmente o consideram um buscador honesto da verdade.